# Rancourt (Somme)
Rancourt è un comune francese di 183 abitanti situato nel dipartimento della Somme nella regione dell'Alta Francia.

## Società

### Evoluzione demografica
Abitanti censiti